# Котячі ігри та іграшки

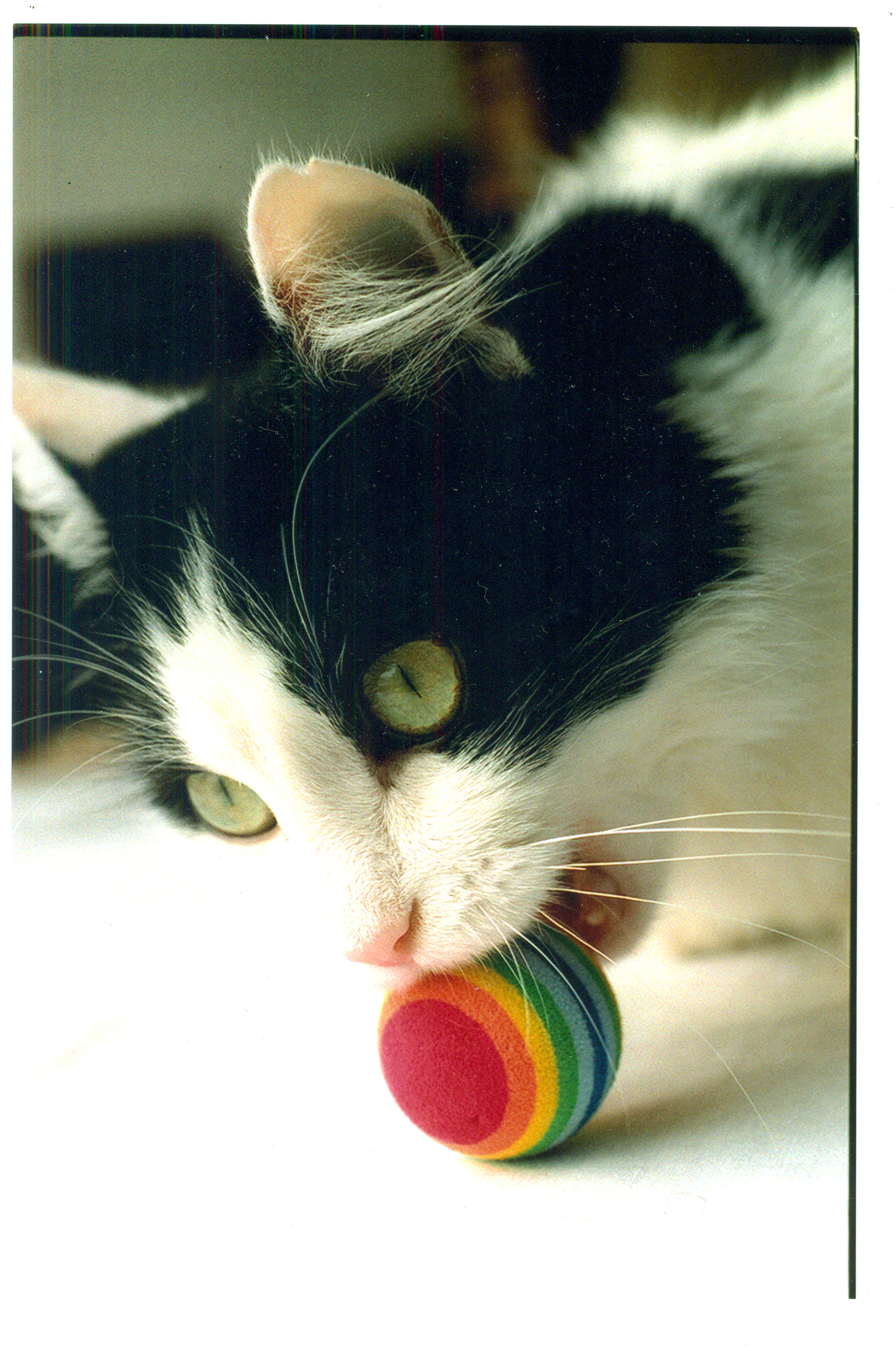
кішка грає з м'ячем

Кішка свійська — домашня тварина, одна з найбільш популярних «тварин-компаньйонів». Гра є важливою складовою розвитку кошеняти, дорослі кішки продовжують грати протягом усього життя, хоч і рідше, ніж у дитинстві. Кішка може грати як одна — з іграшками та іншими об'єктами — так і з людиною, з іншими кішками та з іншими тваринами. Основою більшості ігор кішки є полювання. Гра необхідна кошеняті для розвитку моторики і соціалізації з іншими кішками[джерело?].
Як іграшки кішка може використовувати найрізноманітніші предмети, але нині для цих цілей багато компаній виробляють спеціальні іграшки: м'ячики, штучні мишки або рибки, лазерні указки, лабіринти з кульками, колеса для бігу та інше, зокрема зі звуковим супроводом. Основу процесу гри кішки становить переслідування, захоплення здобичі, укус (придушення), можливо, роздирання кігтями задніх лап[джерело?].
З'ясовано, що показник успіху в грі кішки має важливе значення. Кішка, яка кожного разу ловить «здобич», швидко починає нудьгувати від такої «вдачливої гри»; кішка, яка, навпаки, ніколи не досягає успіху в «затриманні жертви», незабаром втрачає інтерес до такої гри. Ідеальним співвідношенням є одне успішне захоплення на три—шість спроб[джерело?].

## Галерея

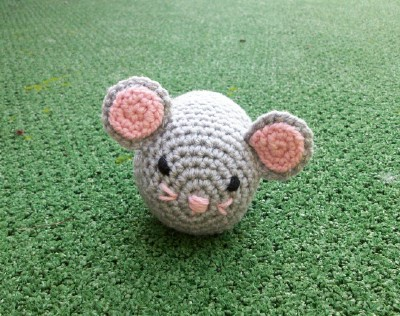
Штучна миша
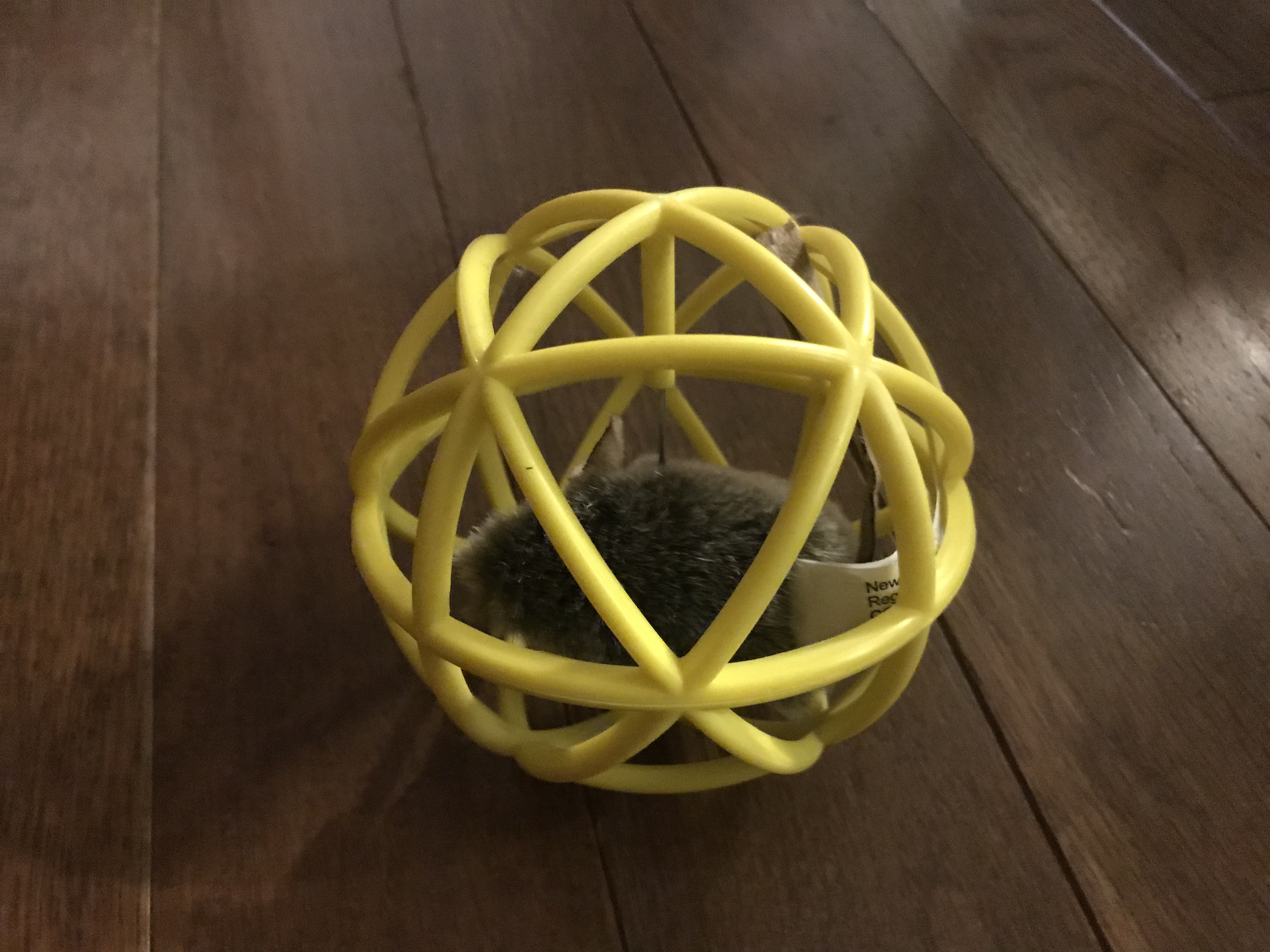
«Мишка в клітці» — різновид котячої іграшки
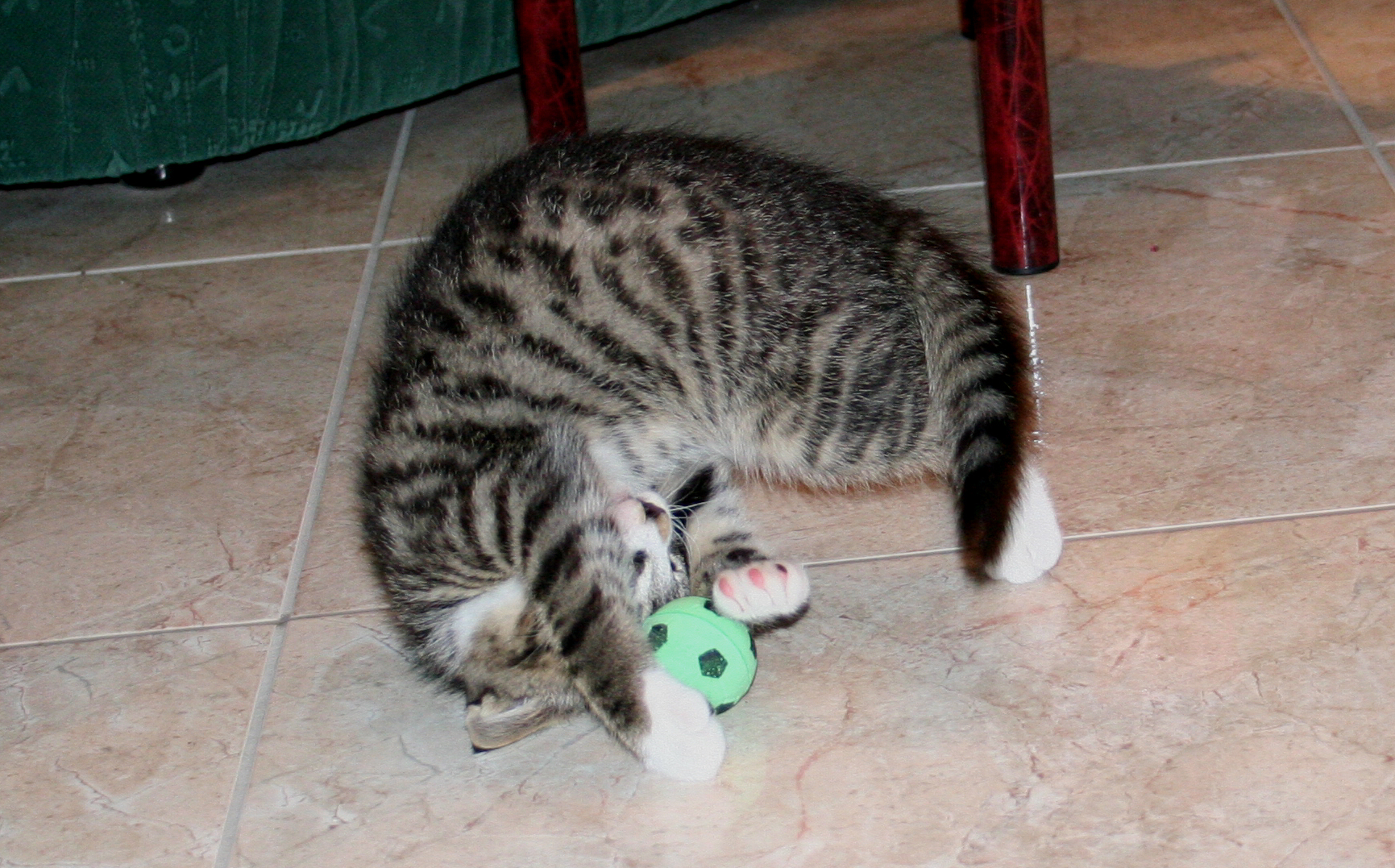
Кошеня з гумовим м'ячиком
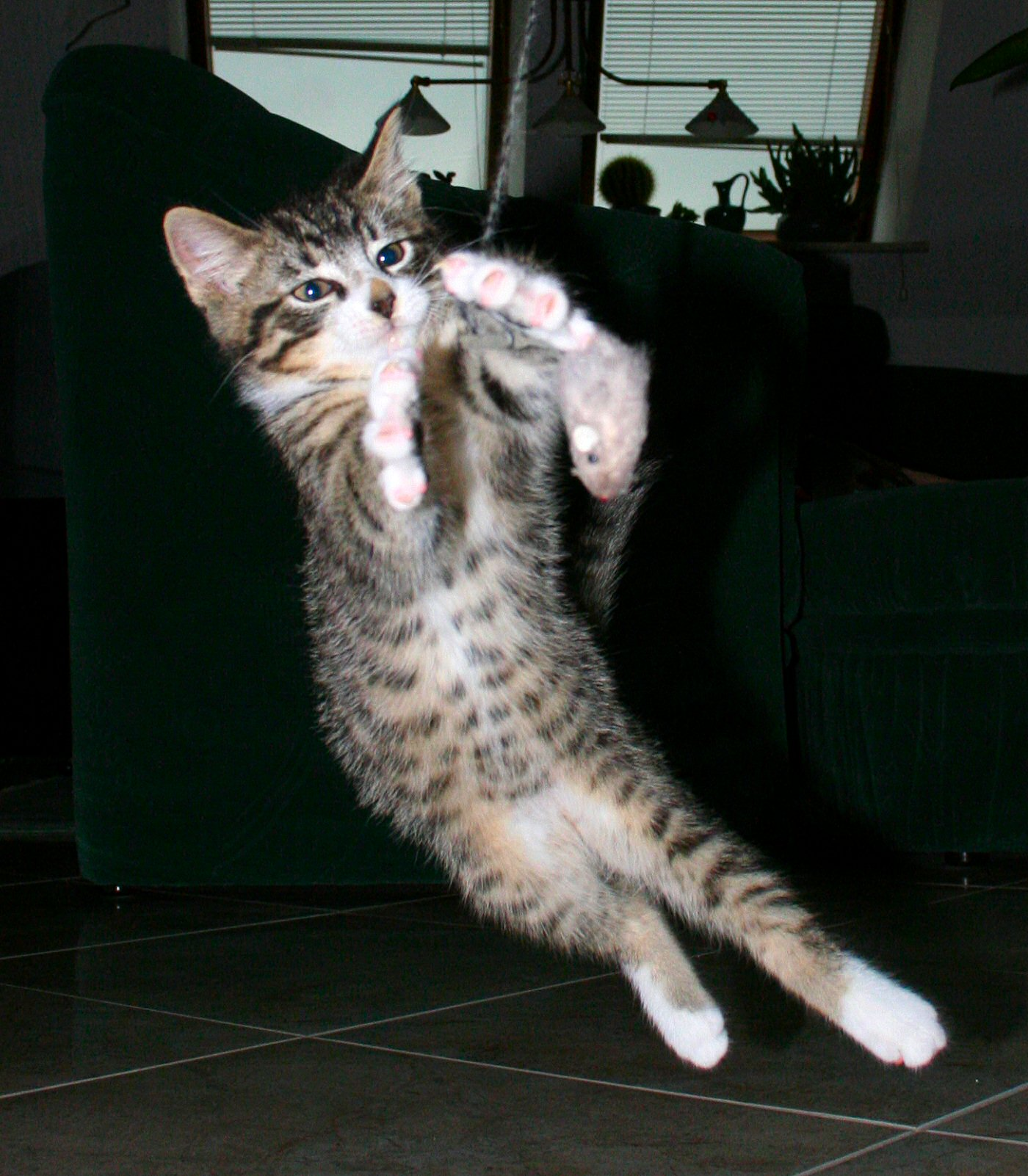
Кошеня ловить «мишу», прив'язану до мотузки
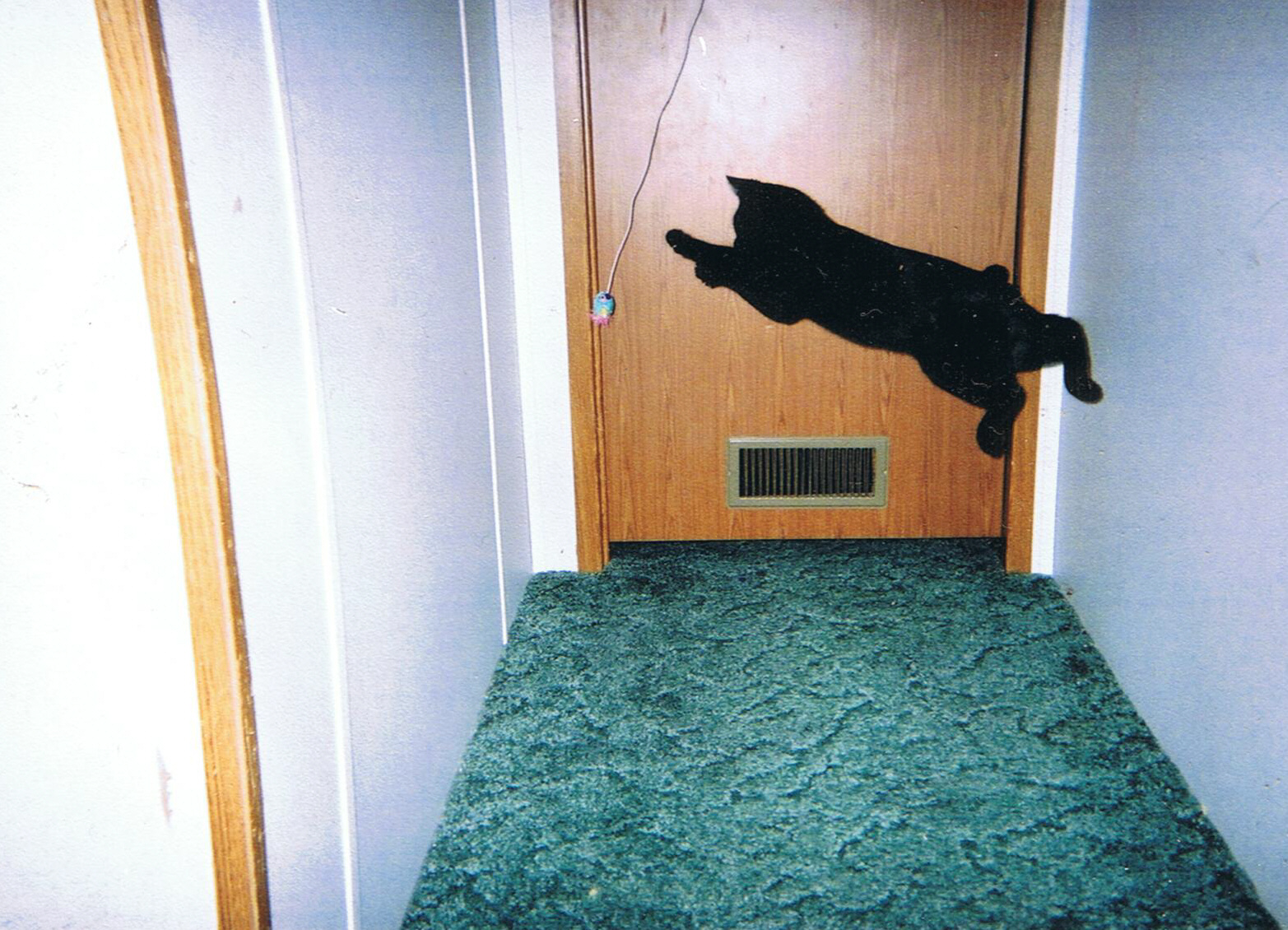
Кішка ловить «рибку» на мотузці
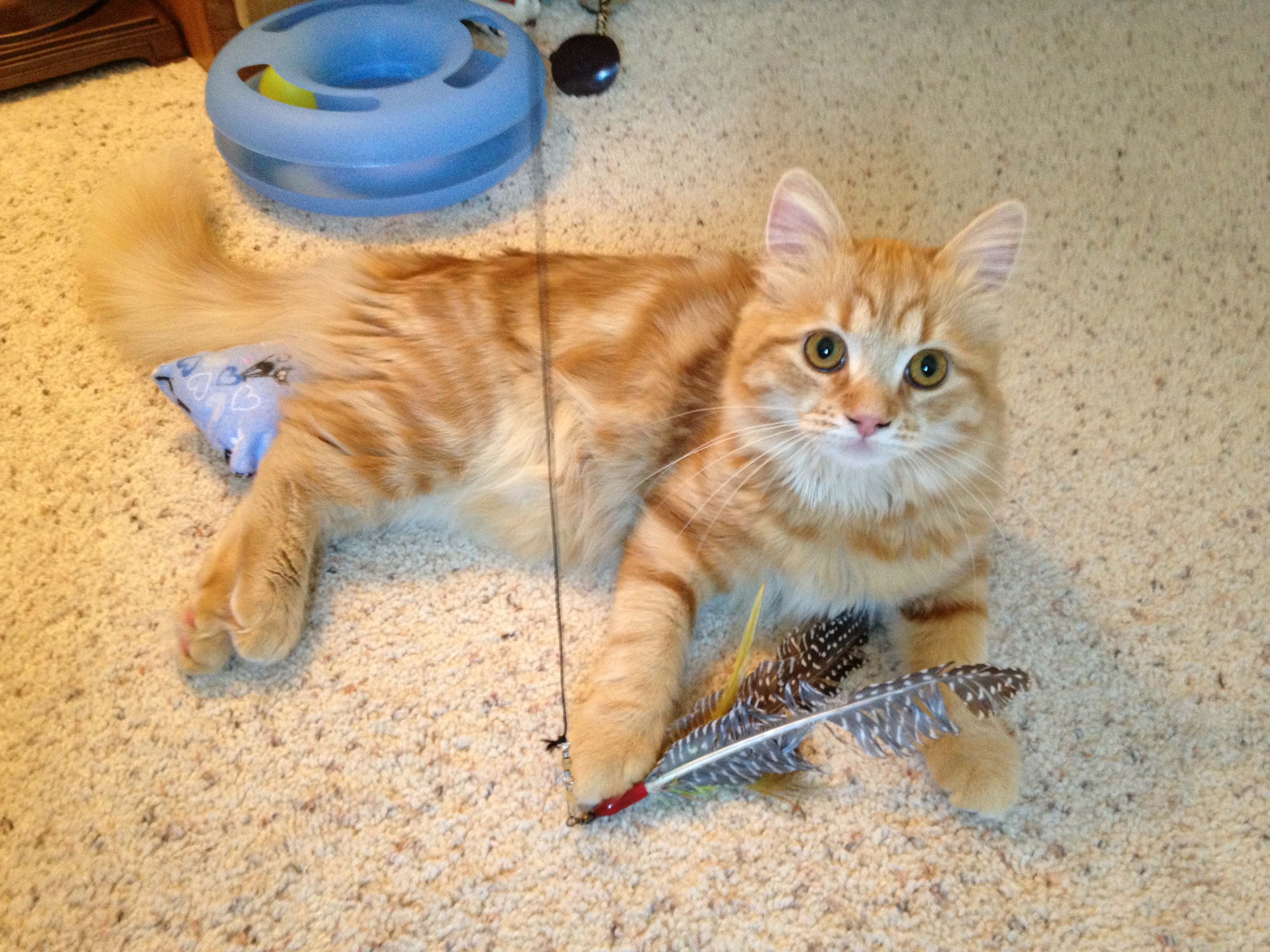
Кошеня сибірської породи з прив'язаним до нитки пером
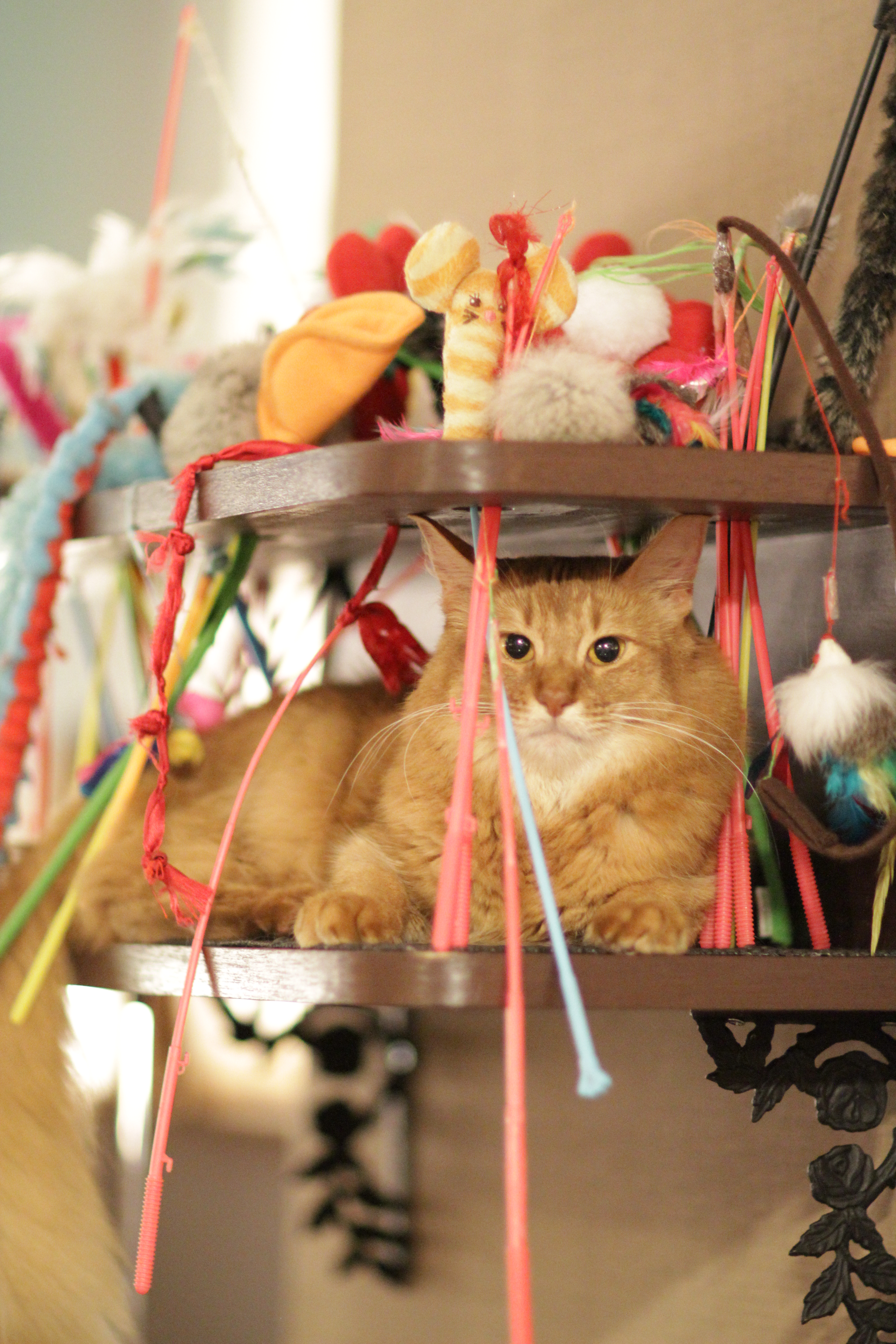
Кішка на полиці з котячими іграшками
- Кішки грають у лабіринт із кулькою
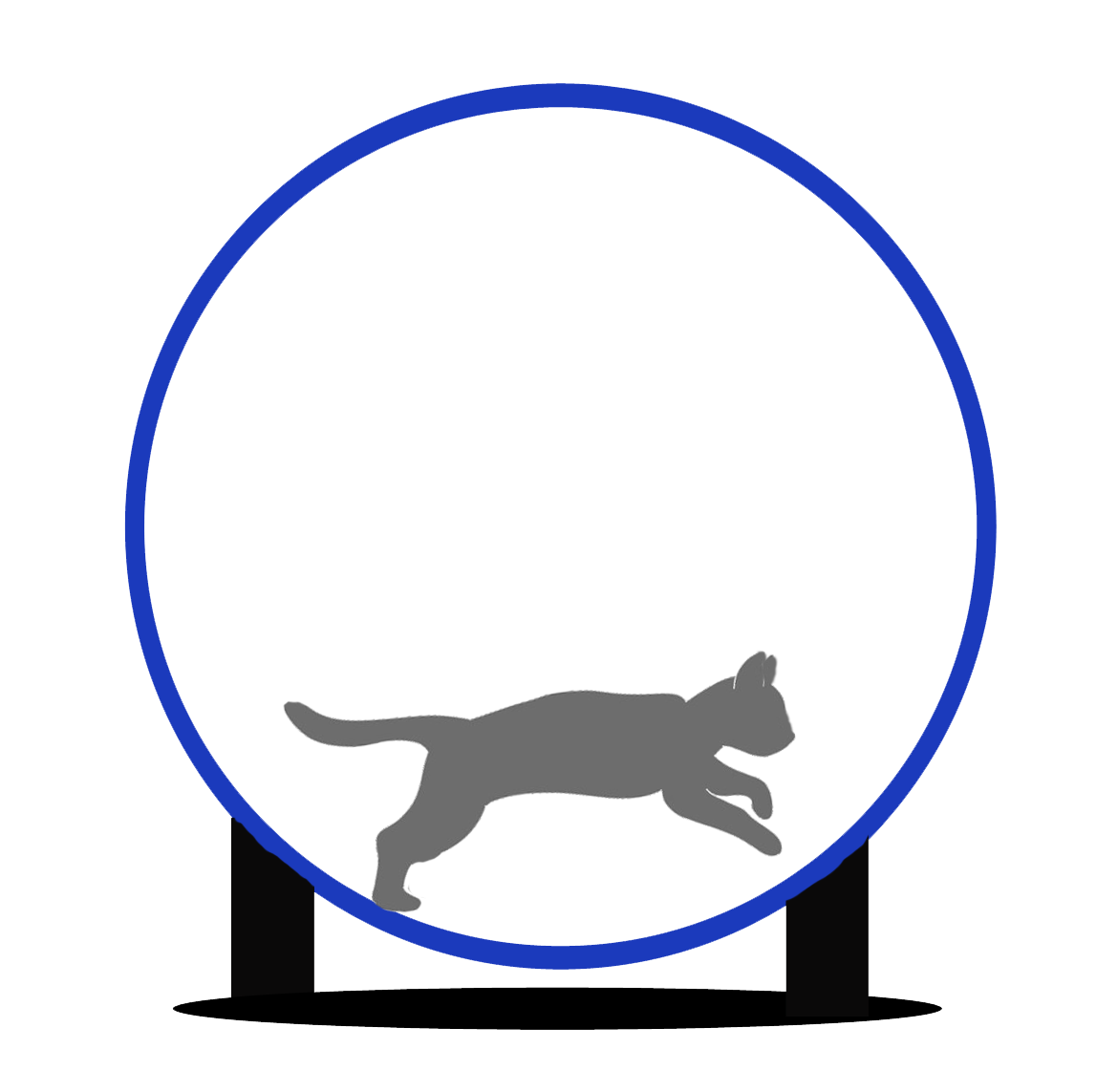
Бігове колесо